# 克爾克島

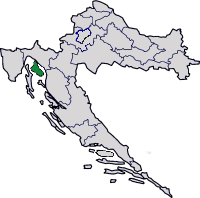
克爾克島

克爾克島（克羅埃西亞語：、義大利語：Veglia、德語：Vegl、拉丁語：Curicta）是位於克羅埃西亞，亞德里亞海北部的克瓦內爾灣的一個島嶼。島上有人口19,383人（2011年），面積405.78平方公里，與茨雷斯島面積相同。島上最大城市是克爾克，有人口5,491人（2001年）。該島與克羅埃西亞本土之間有橋梁相連。